# Peridontopyge vachoni
Peridontopyge vachoni är en mångfotingart som beskrevs av Demange 1957. Peridontopyge vachoni ingår i släktet Peridontopyge och familjen Odontopygidae. Inga underarter finns listade i Catalogue of Life.